# Rhinlandsbastard
Rhinlandsbastard (tysk: Rheinlandbastard) var et udtryk i Tyskland i mellemkrigstiden for børn med fransk-afrikanske fædre og tyske mødre. Moren var hvid tysk, mens faderen var farvet og tilhørte de franske væbnede styrker, der besattet Rhinland efter den første verdenskrig. Ifølge nazi-race-teorierne var disse børn underordnede de ariske børn og måtte steriliseres med magt for ikke at ødelægge "den ariske race".